# Кар'єра Спірьки Шпандиря
«Кар'єра Спірьки Шпандиря» (рос. «Карьера Спирьки Шпандыря») — німа радянська кінокомедія 1926 року, знята режисером Борисом Свєтловим.

## Сюжет
Спірька Шпандирь, дрібний кишеньковий злодій та шахрай, відбувши черговий тюремний термін, біжить з СРСР в Європу. За кордоном швидко знаходить спільну мову з поліцією та стає її платним агентом. Провокує різноманітні конфлікти між органами державної влади європейських країн та радянськими посольствами, видаючи себе за священнослужителя, робітника, комісара та барона.

## У ролях
- Леонід Утьосов — Спірька Шпандирь
- Микола Городничев — Мішка Каланча
- Катерина Подольська — Шурка Козирьок
- Ніна Желєзнова — Мунька Свищ
- Микола Шмідтгоф — Вітька Перо
- Петро Андрієвський — Васька Таз
- Анатолій Нелідов — Вейс, начальник міліції
- Мілі Таут-Корсо — Бріксон
- Катерина Корчагіна-Александровська — молочниця
- Микола Симонов — епізод
- Олексій Феона — епізод
- Григорій Ге — епізод
- Софія Магаріл — епізод
- Борис Ліванов — епізод
- Яків Гудкін — утримувач клопиної стайні
- Віктор Чайников — учасник вечірки
- Петро Підвальний — епізод
- Павло Курзнер — епізод

## Знімальна група
- Режисер — Борис Свєтлов
- Сценарист — Володимир Гардін
- Оператор — Фрідріх Вериго-Даровський
- Художник — Абрам Гончарський